# Lahojsk
Lahojsk (bělorusky Лагойск, rusky Логойск – Logojsk) je město v Minské oblasti v Bělorusku. Leží bezmála čtyřicet kilometrů severovýchodně od Minsku, hlavního města republiky, a k roku 2009 měl zhruba jedenáct tisíc obyvatel.
Na přelomu 19. a 20. století převažovalo ve městě židovské obyvatelstvo. Za druhé světové války zde bylo s přispěním 2. tankové divize SS „Das Reich“ zavražděno přibližně devět set Židů.